# Rybnaja
La Rybnaja (in russo  Рыбная?) è un fiume della Russia siberiana settentrionale. Scorre nel Territorio di Krasnojarsk. È affluente di sinistra del fiume Noril'skaja (nel bacino della Pjasina).

## Geografia
Il fiume scorre dal lago Keta, sull'altopiano Putorana, e si immette nella Noril'skaja a est della città di Noril'sk. La sua lunghezza è di 138 km, l'area del bacino è di 6600 km². Suo principale affluente di destra è la Gremjaka (Гремяка) e da sinistra l'Ergalach (Ергалах). 
Il territorio del bacino è caratterizzato dal permafrost; la vegetazione è quella tipica della tundra forestale, con boschi di larici e abeti rossi. La valle del fiume è paludosa. Il fondo del fiume è ghiaioso.